# Commercial Orbital Transportation Services

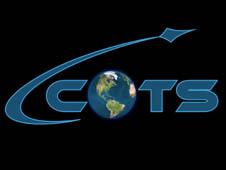
Logo des COTS-Programms

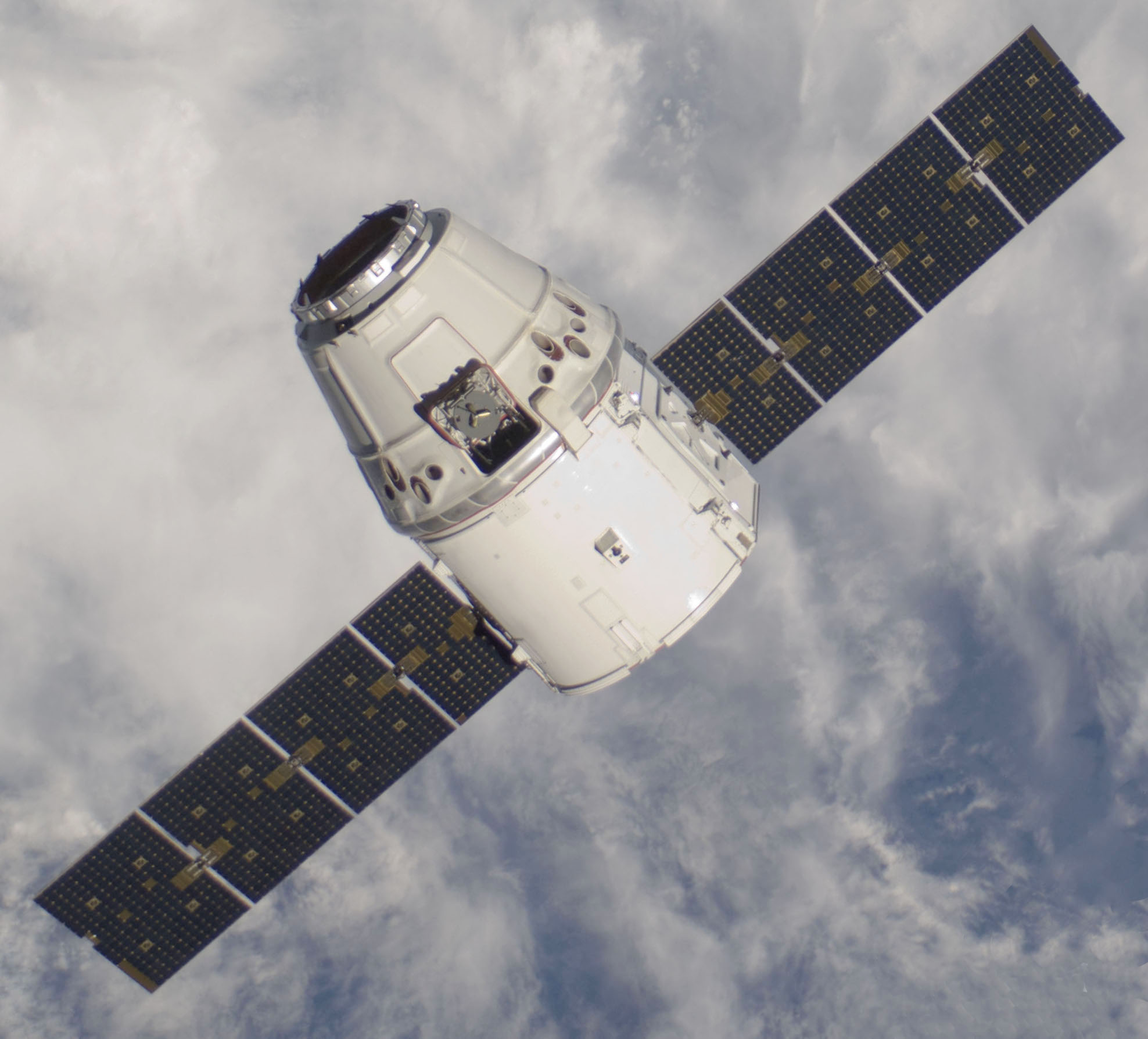
Das am 22. Mai 2012 gestartete Dragon-Raumschiff von SpaceX erreichte am 25. Mai 2012 mit der ersten Ladung Fracht die Internationale Raumstation.

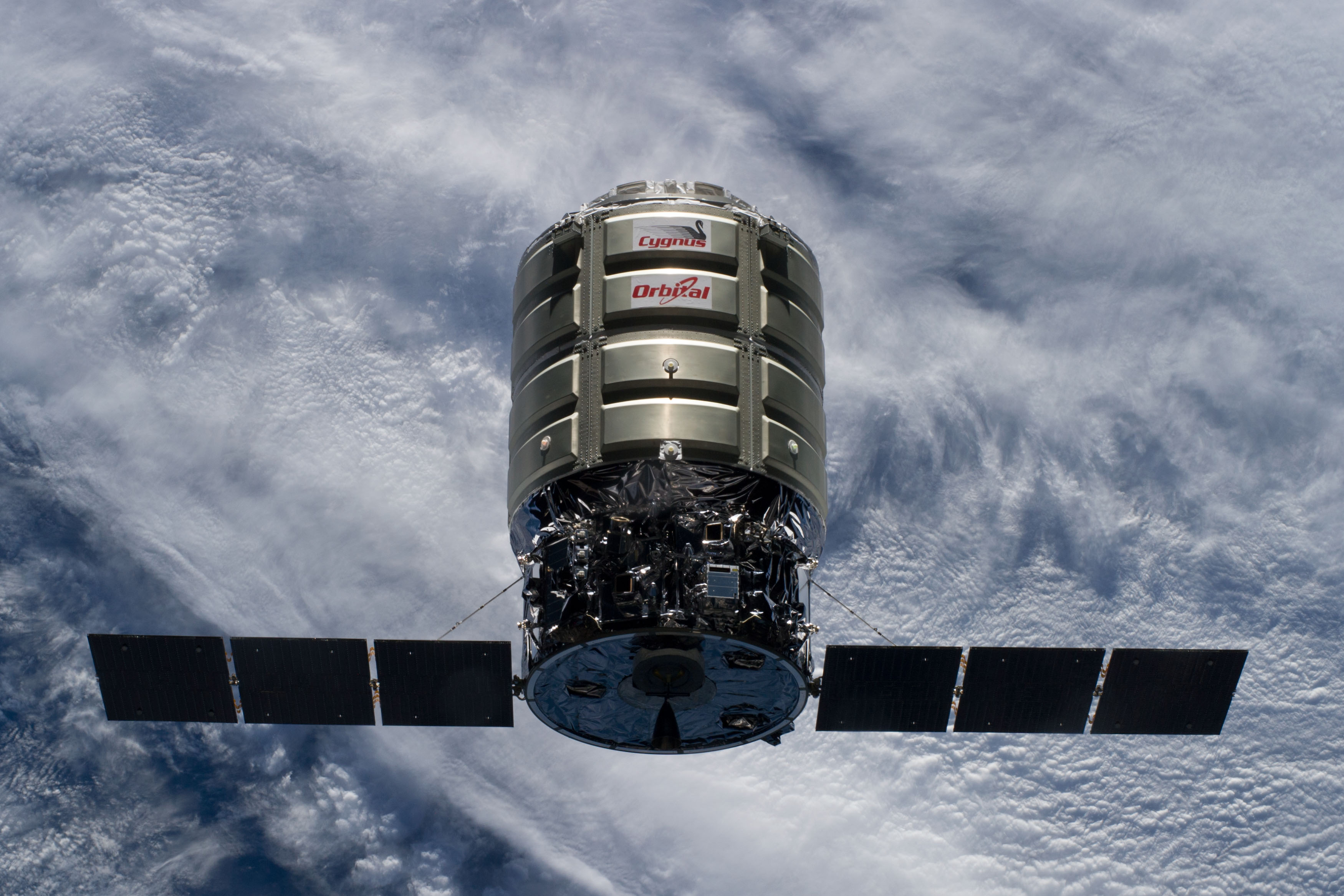
Das im Rahmen von COTS entwickelte Raumschiff Cygnus von Orbital ATK das im Auftrag der NASA Frachversorgungsflüge zur ISS ausführt.

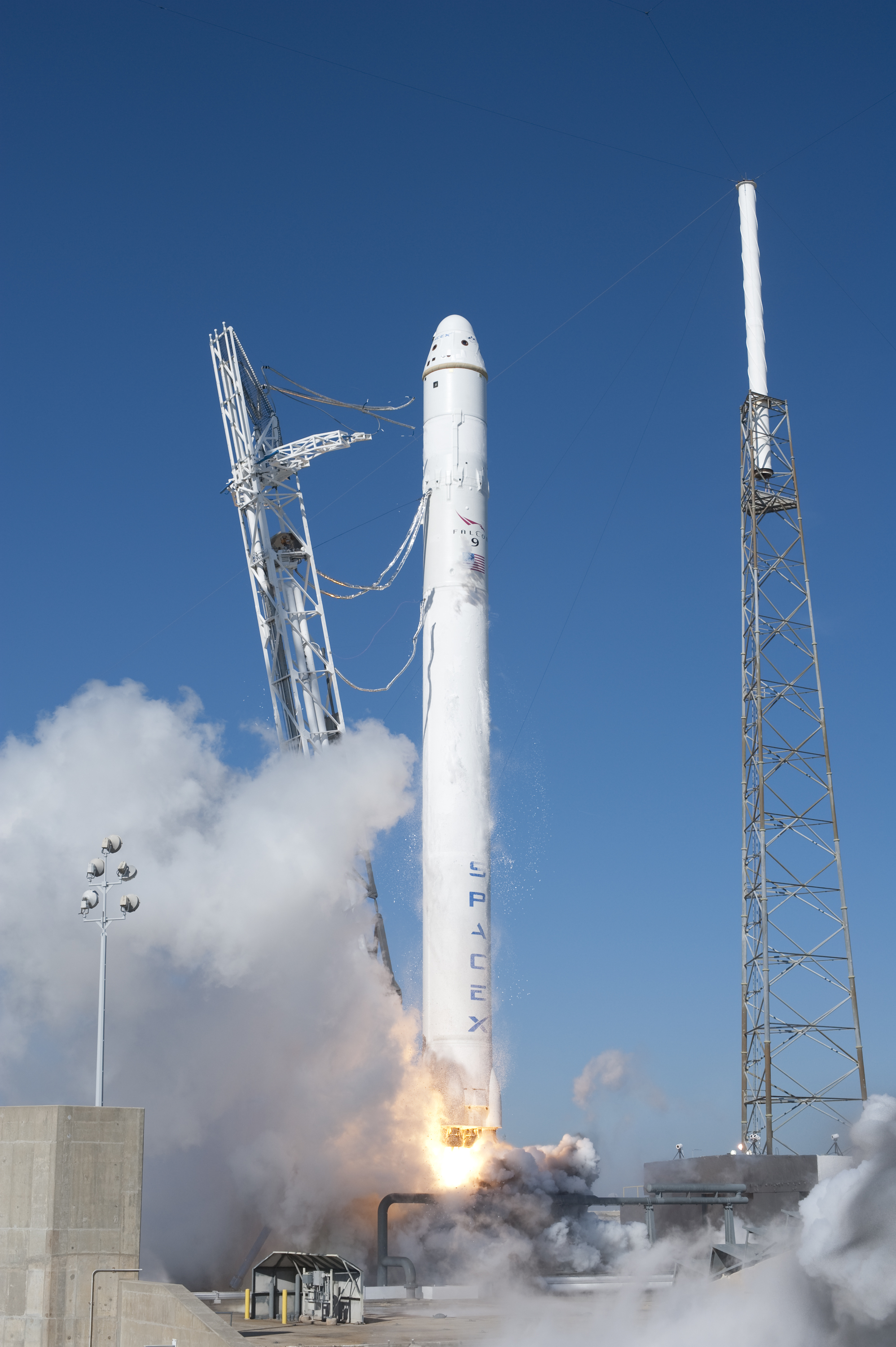
Auch die Entwicklung der Falcon 9 von SpaceX, hier während des Starts (2010), profitierte von den Fördergeldern des COTS-Programmes.

Commercial Orbital Transportation Services (COTS; deutsch „kommerzielle Transportdienste in die Erdumlaufbahn“) war ein NASA-Förderprogramm, um den Transport von Ausrüstungen, Versorgungsgütern und Experimenten zur und von der Internationalen Raumstation (ISS) mit Hilfe von privatwirtschaftlichen Unternehmen zu ermöglichen. Das Programm wurde am 18. Januar 2006 angekündigt. Die NASA ging davon aus, dass diese Hilfe mindestens bis zum Jahr 2015 nötig sein würde. COTS umfasst die Entwicklungsleistungen, während Commercial Resupply Services (CRS) die tatsächlichen Leistungen der kommerziellen Partner, also die konkreten Frachtflüge, rechtlich verbindlich festlegt. Das Schwesterprogramm Commercial Crew Development (CCDev) ist ein kooperatives Programm, welches auf die Entwicklung von Personentransportkapazitäten für die Besatzungswechsel auf der ISS abzielt. Die beiden Entwicklungsprogramme sind Teil des Commercial Crew and Cargo Programs (C3P) und werden vom Cargo Program Office (C3PO) verwaltet.

## Zweck
Anstatt selbst Nutzlasten zur ISS zu bringen, wollte die NASA bis zum Jahr 2010 insgesamt 500 Millionen US-Dollar ausgeben (weniger als ein einzelner Flug des Space Shuttle kostete), um die Entwicklung und den Test von Fluggeräten privater Anbieter zu finanzieren. Im Gegensatz zu anderen NASA-Projekten sollten die entwickelten Raumfahrzeuge von den Privatanbietern finanziert und betrieben werden. Die NASA beabsichtigte nur mittels der neuen Raketen und Raumfahrzeuge entsprechend ihren Anforderungen Transportmisionen zu beauftragen.
Anforderungen, wie genaues Einschießen in eine Umlaufbahn, Rendezvousmanöver und Ankoppeln an andere Raumfahrzeuge sind für die Betreiber höher als bei bestehenden Anwendungen. Die privaten Raumfahrtanbieter konkurrierten auf folgenden vier Gebieten:
- Lieferung von Gütern in nicht unter Druck stehenden Raumfahrzeugen
- Lieferung und Entsorgung  von Gütern in unter Druck stehenden Raumfahrzeugen
- Rückkehr und Bergung von Gütern in unter Druck stehenden Raumfahrzeugen

## Das Programm
Die NASA erforschte alternative Zugangswege zur Versorgung der ISS in den 1990ern unter dem Namen „Alt Access“ (Alternate Access). Obwohl die NASA nur vorläufige Studien für das Programm finanzierte, waren zahlreiche Unternehmer der Meinung, dass Transporte zur ISS neue Marktchancen bieten.
Die NASA organisierte und betrieb jahrzehntelang den Transport von Raumfahrern in eigener Regie. Sie kam zu der Überzeugung, dass private Firmen solch ein System effizienter und kostengünstiger entwickeln und betreiben könnten. Der NASA-Direktor Michael Griffin erklärte, dass ohne die kostensparenden „Commercial Orbital Transportation Services“, die Behörde nicht genug Gelder zur Verfügung hätte, ihre Ziele (genannt „Vision for Space Exploration“) zu erreichen. Im November 2005 sagte Griffin:

“With the advent of the ISS, there will exist for the first time a strong, identifiable market for “routine” transportation service to and from LEO, and that this will be only the first step in what will be a huge opportunity for truly commercial space enterprise. We believe that when we engage the engine of competition, these services will be provided in a more cost-effective fashion than when the government has to do it.”

„Mit dem Betrieb der ISS gibt es zum ersten Mal einen starken und erkennbaren Markt für Routinetransporte zum und vom niedrigen Erdorbit, und dies wird erst der erste Schritt sein in einer Reihe von Möglichkeiten für echte kommerzielle Raumfahrtunternehmen. Wir glauben, dass, wenn wir den Motor des Wettbewerbs starten, diese Dienste kostengünstiger angeboten werden können, als dies eine Regierungsbehörde tun könnte.“

Da die eigenen Möglichkeiten zur ISS zu fliegen mit der Einstellung der Space-Shuttle-Flüge im Jahr 2011 endeten, war die NASA anschließend gezwungen, Transportkapazitäten bei ausländischen Raumfahrtagenturen zu kaufen. Die Zeitspanne, in der dies nötig war, sollte durch das COTS-Programm möglichst kurz gehalten werden. Am 22. Mai 2012 bestätigte die NASA, dass sie mit dem ersten Flug von Dragon keinerlei russischen Kapazitäten mehr benötige und mit der Ausnahme von einigen fahrzeugspezifischen Lieferungen, die von der ESA (Automated Transfer Vehicle) und der JAXA (H-2 Transfer Vehicle) durchgeführt würden, sich komplett auf die COTS-Fahrzeuge verlassen könne.

## Geschichte

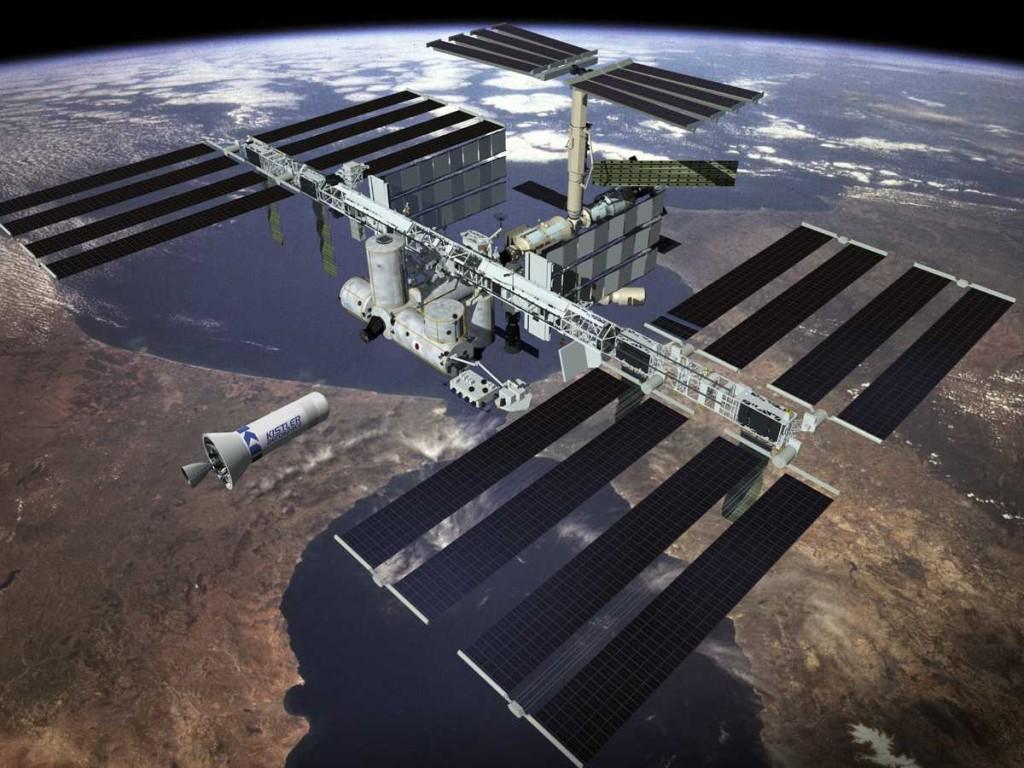
Künstlerische Darstellung des Anflugs von Kistler K-1 auf die ISS

### Erste Runde
Mehr als zwanzig Unternehmen sollen sich an der Ausschreibung im März 2006 beteiligt haben, wobei die NASA die kolportierte Zahl nicht kommentieren wollte.
Im Mai 2006 wählte die NASA sechs Halbfinalisten zur weiteren Evaluierung aus: Andrews Space, Rocketplane Kistler, SpaceDev, SpaceX, Spacehab und Transformational Space Corporation (t/Space).
Am 18. August 2006 gab das NASA Exploration Systems Mission Directorate (ESMD) bekannt, dass SpaceX und Rocketplane Kistler die erste Phase des COTS-Programm gewonnen hatten. Die NASA plante, Verträge mit den Gewinnern bis 2010 abzuschließen. Am 8. November 2006 gaben Rocketplane and Alliant Techsystems (ATK) bekannt, dass  ATK der Hauptauftragnehmer für die K-1-Rakete sei.
Nachdem Rocketplane Kistler bis 31. Juli 2007 keine ausreichende private Finanzierung aufstellen hatte können, beendete die NASA die Zusammenarbeit. Von den ursprünglich 207 Millionen US-Dollar, die Rocketplane erhalten sollte, waren bis zur Vertragskündigung nur 32,1 Millionen ausgezahlt worden. Um den Rest des Geldes zweckzubinden, rief die NASA eine zweite Wettbewerbsrunde aus. SpaceX gewann 278 Millionen US-Dollar.

### Zweite Runde
NASA erhielt neue COTS-Vorschläge von mindestens sieben Firmen zum 21. November 2007.
Im Januar 2008 sollen noch vier Unternehmen im Rennen gewesen sein: Andrews Space, Orbital Sciences, PlanetSpace und Spacehab. Anderen Quellen zufolge war nicht Andrews, sondern Boeing einer der finalen Bewerber.
Am 19. Februar 2008 wurde bekannt gegeben, dass Orbital Sciences die Runde für sich entschieden hat und 170 Millionen US-Dollar erhält.

### Programmabschluss
Das COTS-Programm wurde im November 2013 abgeschlossen, nachdem sowohl Dragon (von SpaceX) als auch Cygnus (von Orbital Sciences) erfolgreich Testmissionen zur ISS absolviert hatten.